# Alsóbölkény község
Alsóbölkény község (románul: Comuna Beica de Jos) község Maros megyében, Romániában. Központja Alsóbölkény, beosztott falvai Felsőbölkény, Görgénykakucs, Görgénynádas, Soropháza, Szentmihály.

## Népessége
A 2011-es népszámlálás adatai alapján a község népessége 2305 fő volt.